# أرنولد رايت
أرنولد رايت (1858-1941) كان محررًا لصحيفة يوركشاير بوست في لندن من عام 1888 حتى 1900. تدرب على الصحافة في عهد والده، وفي عام 1879 ذهب إلى الهند للعمل في صحيفة تايمز أوف إنديا.
في أستراليا كان السكرتير الخاص لآنا براسي وكان على متن شعاع الشمس عندما توفيت. بعد وفاتها، شارك في إنتاج عملها المنشور بعد وفاته الرحلة الأخيرة.
بعد مغادرة صحيفة يوركشاير بوست كتب وحرر عددًا من الكتب المرجعية المتعلقة بالسفر، ولا سيما سلسلة انطباعات القرن العشرين. زار سيلان في عام 1906، لاستكمال تلك الطبعة من السلسلة. كان رايت أيضًا مؤلفًا بوظيفة جزئية لمجلة البرلمان، الماضي والحاضر.
في عام 1933 حصل على معاش القائمة المدنية تقديراً لعمله الأدبي.

## أعماله
- Wright, Arnold (1891)، Baboo English as 'tis writ: being curiosities of Indian journalism، T. F. Unwin، مؤرشف من الأصل في 2021-08-15، اطلع عليه بتاريخ 2016-05-14
- انطباعات القرن العشرين - رئيس التحرير أو مؤرخ في معظم المجلدات بين عامي 1901 و 1914
- Wright, Arnold؛ Reid, T. H. (1912)، The Malay Peninsula: a record of British progress in the Middle East، Unwin، مؤرشف من الأصل في 2021-08-15، اطلع عليه بتاريخ 2016-05-14
- Wright, Arnold، Early English Adventurers in the East، London: A. Melrose، مؤرشف من الأصل في 2021-08-15، اطلع عليه بتاريخ 2016-05-14
- Wright, Arnold (1914)، Disturbed Dublin: the story of the great strike of 1913-14, with description of the industries of the Irish capital، Longmans, Green, and co، مؤرشف من الأصل في 2021-08-15، اطلع عليه بتاريخ 2016-05-14
- Wright, Arnold (1918)، Annesley of Surat and his Times: the true story of the mythical Wesley fortune، A. Melrose, ltd، مؤرشف من الأصل في 2021-08-15، اطلع عليه بتاريخ 2016-05-14
- Wright, Arnold؛ Smith, Philip, 1853–1922 (1920)، Parliament Past and Present: a popular and picturesque account of a thousand years in the Palace of Westminster, the home of the mother of parliaments، Hutchinson، مؤرشف من الأصل في 2021-08-15، اطلع عليه بتاريخ 2016-05-14{{استشهاد}}:  صيانة الاستشهاد: أسماء عددية: قائمة المؤلفين (link) صيانة الاستشهاد: أسماء متعددة: قائمة المؤلفين (link)

## الملاحظات
1. ↑  Brassey, Annie؛ Barker (Mary Anne), Lady, 1831–1911؛ Brassey, Thomas Brassey, Earl, 1836–1918 (1889)، The Last Voyage، Longmans, Green، مؤرشف من الأصل في 2018-08-07، اطلع عليه بتاريخ 2016-05-14{{استشهاد}}:  صيانة الاستشهاد: أسماء عددية: قائمة المؤلفين (link) صيانة الاستشهاد: أسماء متعددة: قائمة المؤلفين (link)